# Stazione di Casletto-Rogeno
Stazione di Casletto-Rogeno vasútállomás Olaszországban, Lombardia régióban, Rogeno település Casletto frazionéjában.

## Vasútvonalak
Az állomást az alábbi vasútvonalak érintik:
- Como–Lecco-vasútvonal

## Kapcsolódó állomások
A vasútállomáshoz az alábbi állomások vannak a legközelebb:
- Stazione di Moiana
- Stazione di Molteno